# Febrero

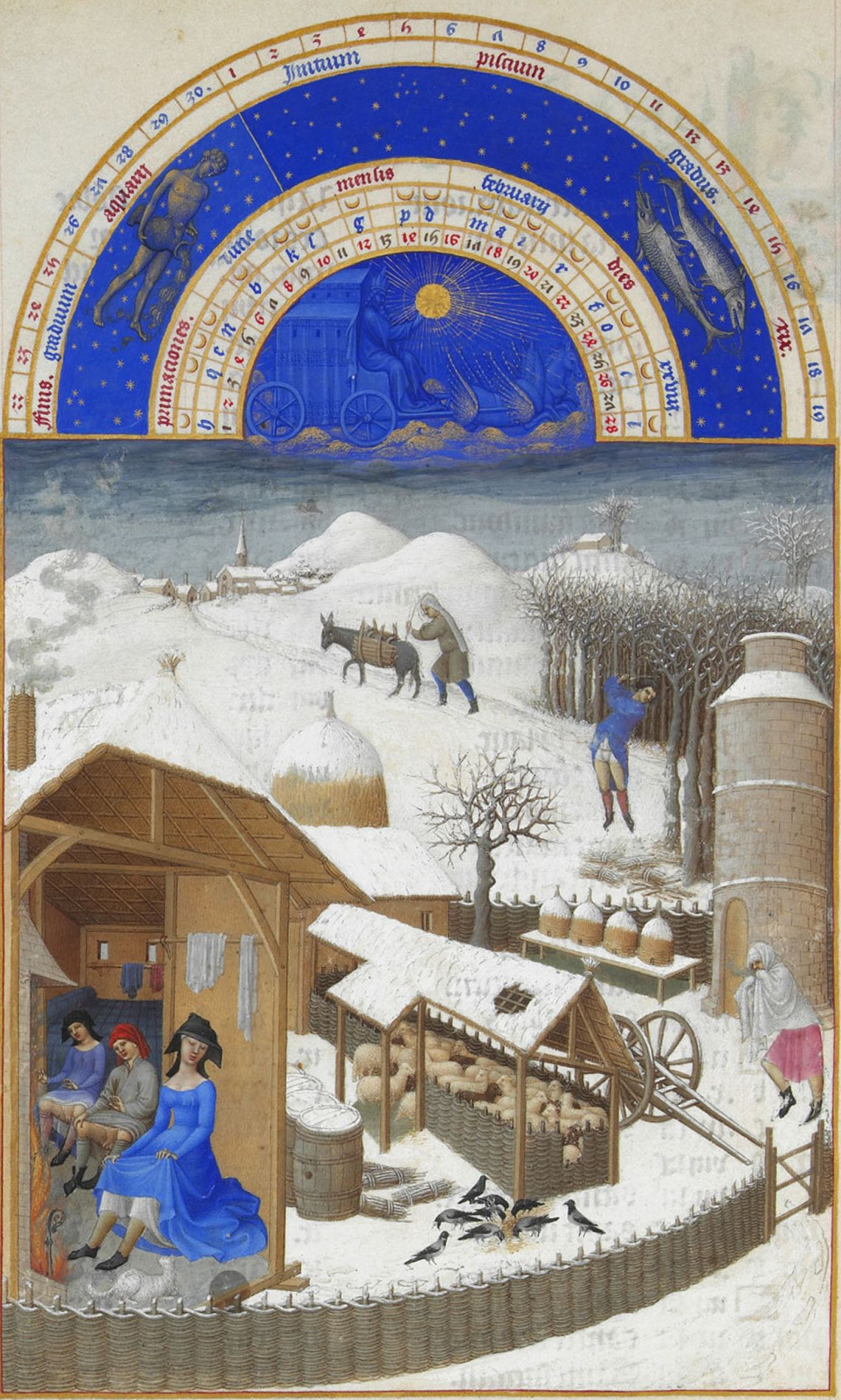
Febrero, Las muy ricas horas del duque de Berry, principios del

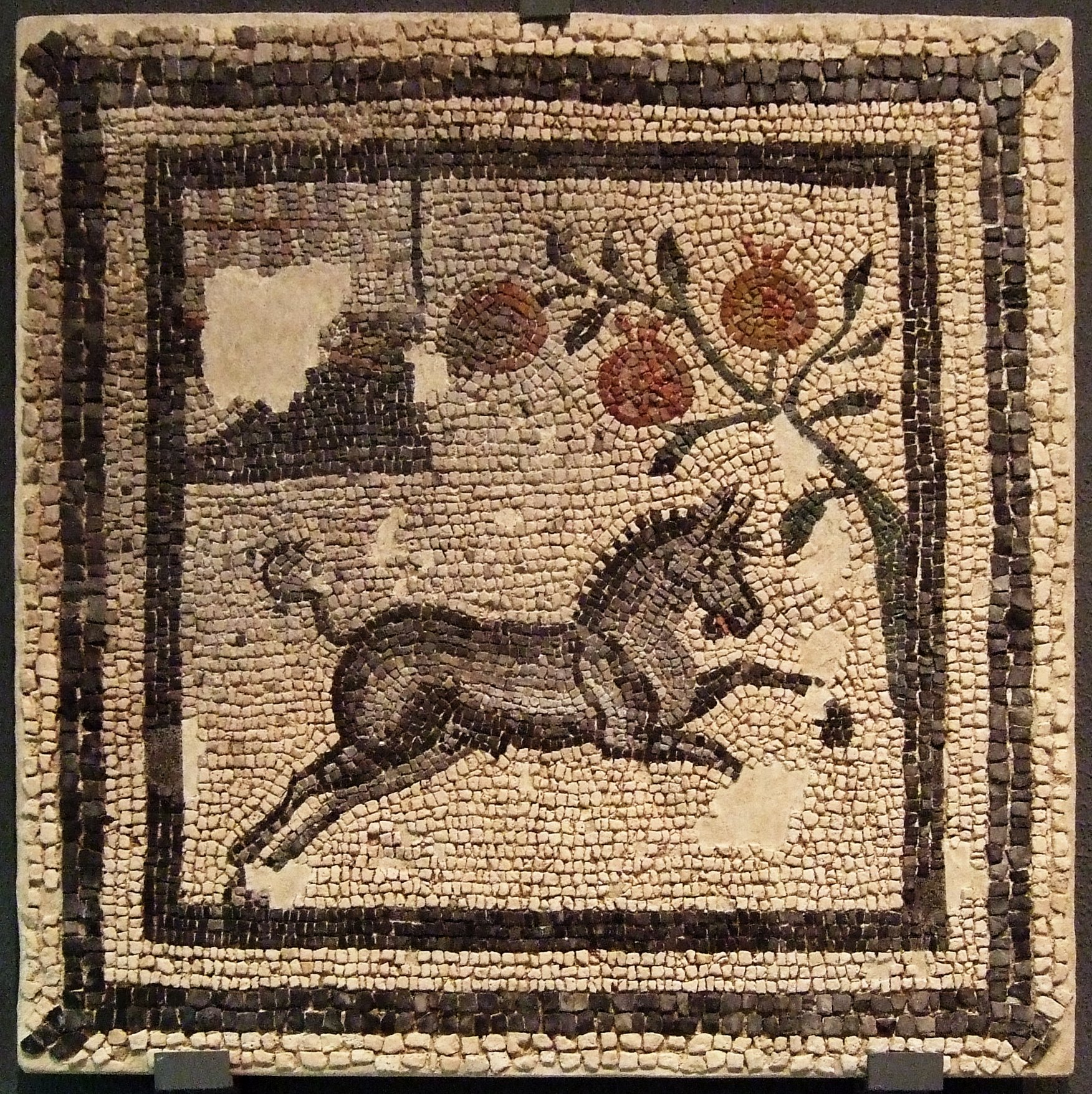
Mosaico en la Villa Romana Fortunatus, en Zaragoza (España), representando al mes de febrero. Se aprecian un burro, varias granadas y montículo con molino de agua.

En el calendario gregoriano, febrero es el segundo mes del año y es el más corto: tiene 28 días en los años comunes y 29  en los años bisiestos. En muy raras ocasiones ha habido un 30 de febrero, producido bien en la conversión del calendario juliano al gregoriano, o bien en la adopción de un calendario revolucionario en el que todos los meses tenían 30 días
Fue llamado así en honor a las februa en las Lupercales, el festival de la purificación en la Antigua Roma: sabinos celebran la fiesta anual de purificación que llamaban februa (de februum, una especie de correa), en una fecha que hoy se identifica como el 15 de febrero. Tras la fundación de Roma y el posterior surgimiento del Imperio romano, la urbe dominante tomó prestado el nombre de las fiestas 'februas' para designar el mes en que estas tenían lugar, que por entonces era el último del año.
Para la Iglesia católica, este mes está dedicado al Espíritu Santo y la Sagrada Familia.

## Iconología
Entre los romanos este mes estaba bajo la protección de Neptuno. Lo representaban bajo la imagen de una mujer vestida de azul, con la túnica levantada y sujetada con un cinturón. Llevaba un ave acuática entre las manos y traía sobre su cabeza una urna de la cual salía agua en abundancia, para indicar que es el mes de las lluvias; lo que también significaba la garza real y el pescado que ponían a sus pies. 
Cl. Andran lo alegoriza del siguiente modo: el dios de las aguas con su tridente en la mano, está en pie sobre una gruta formada de cascadas, llena de redes y otros instrumentos de pescar y de peces, signo de este mes. Cerca de todo se ven los caballos de Neptuno y más lejos una nave con sus aparejos. Los adornos son una mezcla de aves marinas, peces, corales y toda especie de ricas conchas.

## Acontecimientos en febrero
- El 2 de febrero se celebra el Día de la Candelaria.
- El 3 de febrero se celebra el Día de San Blas.
- El 4 de febrero: Día Mundial de lucha contra el Cáncer.[4]
- El 4 de febrero, es la fecha más temprana en la que puede ocurrir el miércoles de ceniza siendo el último, el año de 1818.
- El 4 de febrero: Día de la independencia de Sri Lanka.
- El 4 de febrero, en Venezuela se conmemora el fallido golpe de Estado perpetrado por Hugo Chávez Frías contra el gobierno de Carlos Andrés Pérez en 1992.
- El 5 de febrero: Día de la Constitución Mexicana.[5]
- El 6 de febrero se celebra el Día de Bob Marley[6]
- El 7 de febrero: Día de la independencia de Granada.
- El 11 de febrero se celebra el Día Internacional de la Mujer y la Niña en la ciencia.
- El 11 de febrero se celebra el Día de la fundación nacional en Japón.
- El 12 de febrero de 1541, Pedro de Valdivia funda Santiago de Nueva Extremadura, la actual Santiago, capital de Chile.[7]
- El 12 de febrero en Venezuela se celebra el Día de la Juventud por la batalla de La Victoria.[8]
- El 12 de febrero de 1818, en la ciudad de Talca se proclama la independencia de Chile.[9]
- El 13 de febrero se celebra el Día internacional del Condón.[10]
- El 14 de febrero se celebra el Día de San Valentín, Día del Amor y la Amistad o Día de los Enamorados.[11]
- El 15 de febrero se conmemora el Día Internacional de Lucha contra el Cáncer Infantil.[12]
- El 18 de febrero se conmemora el Día Internacional del síndrome de Asperger.[13]
- El 18 de febrero: Día de la independencia de Gambia.
- El 18 de febrero de 1930, se descubre Plutón.[14]
- El 22 de febrero de 1857, nace Robert Baden-Powell, fundador del movimiento scout; el movimiento juvenil más grande del mundo.[15]
- El 22 de febrero: Día de la independencia de Santa Lucia.
- El 24 de febrero de 1895 se inicia en Cuba la Guerra de Independencia.[16]
- El 24 de febrero se celebra en México el Día de la Bandera.
- El 27 de febrero de 1844 se proclama la Independencia de la República Dominicana.[17]
- El 27 de febrero de 2010 en la Zona Centro-Sur de Chile a 90 kilómetros de Concepción (Región del Biobío) ocurre un terremoto de 8,8 grados en la escala de Ritcher con un posterior Tsunami.
- El 27 de febrero de 1989, en Venezuela se produce un estallido social conocido como "el Caracazo", contra las medidas económicas implementadas por el recién juramentado presidente Carlos Andrés Pérez.
- El 28 de febrero se celebra el Día de Andalucía.[18]
- El 29 de febrero se celebra el Día Mundial de las Enfermedades Raras

## Refranes de febrero
- Abrígate por febrero con dos capas y un sombrero.
- Cuando llueve por febrero todo el año a tempero.
- Cuando no llueve en febrero no hay buen prado ni buen centeno.
- En febrero sale la lagartija del agujero.
- Enero y febrero hinchan el granero, con su hielo y su aguacero.
- En enero y febrero un rato al sol y otro al humero.
- En febrero sale el oso del osero.
- En febrero un día malo y otro bueno.
- En febrero un rato al sol y otro al romero.
- Febrero loco, y marzo otro poco.
- En febrero busca la sombra el perro y en marzo el amo.

## Días ficticios
- 30 de febrero, usado en bromas y también fue usada una vez en Suecia en el año 1712
- 31 de febrero, usado a veces en tumbas para días desconocidos y en obras de ficción